# Cantó de Coutances
El cantó de Coutances és un cantó francès del departament de la Manche, situat al districte de Coutances. Té 7 municipis i el cap es Coutances.

## Municipis
- Bricqueville-la-Blouette
- Cambernon
- Courcy
- Coutances
- Nicorps
- Saint-Pierre-de-Coutances
- Saussey

## Història
| Data d'elecció                           | Identitat        | Partit           | Qualitat |
| ---------------------------------------- | ---------------- | ---------------- | -------- |
| 1945-1961                                | Étienne Fauvel   | MRP              |          |
| 1961-1973                                | Gaston Brision   | MRP, després UDR |          |
| 1973-1985                                | Maurice Quarante | CNI              |          |
| 1985-2004                                | Alain Cousin     | RPR, després UMP |          |
| 2004-                                    | Claude Périer    | PS               |          |
| les dades anteriors no són pas conegudes |                  |                  |          |
|                                          |                  |                  |          |

## Demografia
| A partir de 1990: Població sense dobles comptes |